# Тулумба

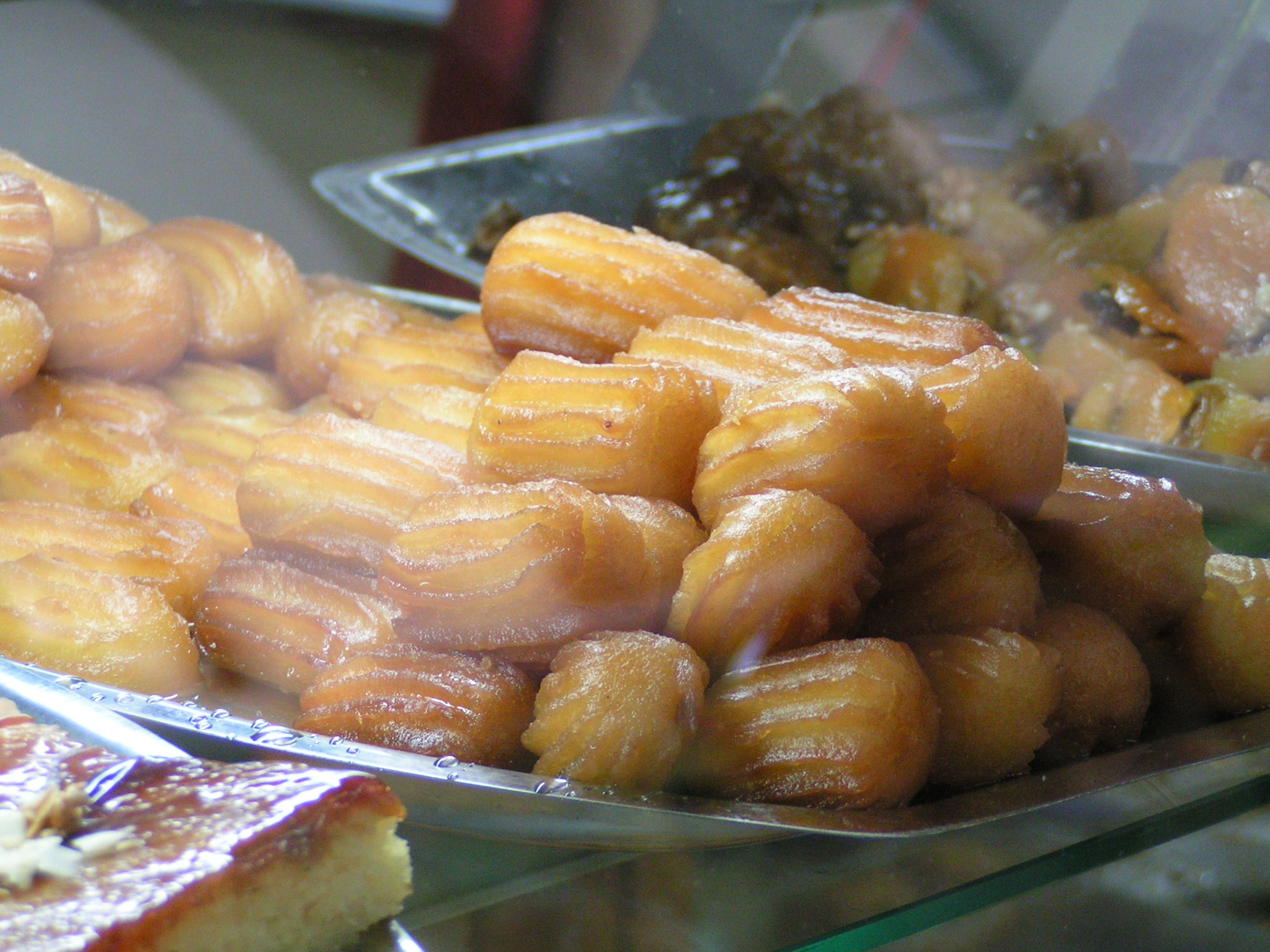
Тулумба

Тулу́мба (тур. tulumba tatlısı; кипр. тур. bombacık; алб. tulumba; болг. , макед. , серб. и черног. Тулумбе; араб. طُرُمْبَة‎ ṭurumba, также араб. بلح الشام‎ balaḥ ash-Shām; арм. թուլումբա; греч. τουλούμπα, в конечном счёте от итал. tromba — «трубка») или бамия (перс. بامیه‎ bamiyeh) — десертное блюдо персидской кухни популярное в Армении, Иране, Албании, Азербайджане, Турции, Косово, Черногории, Боснии и Герцеговине, Болгарии, на Кипре и в Северной Македонии.
Тулумбу готовят из пресного теста, порезанного на небольшие кусочки длиной до 5 см. Заготовки в виде трубочек или цилиндров обжаривают до золотистого цвета, после чего поливают сладким сиропом. Готовому блюду дают полностью остыть и лишь потом ставят на стол.